# The Queen's Corgi
The Queen's Corgi (alternatieve titel: Royal Corgi; of afgekort: Corgi) is een Belgische komische animatiefilm uit 2019, geschreven door John R. Smith en Rob Sprackling en geregisseerd door Ben Stassen en Vincent Kesteloot. De film werd geproduceerd door de Belgische filmproductiefirma nWave.

## Plot
De film gaat over Rex, een Welsh corgi Pembroke die leeft in het Britse koningshuis en op het punt staat om Top Dog te worden maar een ander leven moet vinden wanneer hij krijgt te horen dat het meer is dan hij denkt en vervolgens door zijn jaloerse beste vriend uit het koningshuis wordt gejaagd.

## Stemverdeling

### Britse stemmen
| Acteur           | Personage          |
| ---------------- | ------------------ |
| Jack Whitehall   | Rex                |
| Iain McKee       | Jack               |
| Sheridan Smith   | Wanda              |
| Ray Winstone     | Tyson, Chihuahua   |
| Julie Walters    | koningin Elizabeth |
| Tom Courtenay    | Philip Mountbatten |
| Matt Lucas       | Charlie            |
| Jon Culshaw      | Donald Trump       |
| Debra Stephenson | Melania Trump      |
| Colin McFarlane  | Chief              |
| Nina Wadia       | Patmore            |
| Sarah Hadland    | Mitzy              |

### Amerikaanse stemmen
| Acteur            | Personage                    |
| ----------------- | ---------------------------- |
| Leo Barakat       | Rex                          |
| Rusty Shackleford | Jack                         |
| Jo Wyatt          | Wanda                        |
| Joey Camen        | Tyson, Al, Chihuahua, Sanjay |
| Mari Devon        | koningin Elizabeth           |
| Paul Gregory      | Philip Mountbatten           |
| Dino Andrade      | Charlie, Nelson              |
| Kirk Thornton     | Trump                        |
| Millie Mup        | Melania                      |
| Danny Katiana     | Chief                        |
| Lin Gallagher     | Patmore                      |
| Madison Brown     | Mitzy                        |
| Lani Minella      | Ginger                       |

### Franse stemmen
| Acteur              | Personage                           |
| ------------------- | ----------------------------------- |
| Guillaume Gallienne | Rex                                 |
| Franck Gastambide   | Jack                                |
| Tamara Marthe       | Wanda                               |
| Jérémie Covillault  | Tyson                               |
| Brigitte Virtudes   | koningin Elizabeth                  |
| Michel Elias        | Philip Mountbatten                  |
| Christian Gonon     | Charlie                             |
| Philippe Catoire    | Nelson                              |
| Barbara Tissier     | Margaret, Mitzy                     |
| Lionel Tua          | Trump                               |
| Alexia Lunel        | Melania                             |
| Paul Borne          | Chief (in deze versie Chef genoemd) |
| Xavier Fagnon       | Sanjay                              |
| Gabriel Bismuth     | Ginger                              |

### Duitse stemmen
| Acteur                    | Personage          |
| ------------------------- | ------------------ |
| Patrick Baehr             | Rex                |
| Constantin von Jascheroff | Jack               |
| Paula Schramm             | Wanda              |
| Gedeon Bunkhard           | Tyson              |
| Katharina Lopinski        | koningin Elizabeth |
| Lutz Riedel               | Philip Mountbatten |
| Julien Haggège            | Charlie            |
| Jan Spitzer               | Nelson             |
| Victoria Frenz            | Margaret           |
| Shaun Lawton              | Trump              |
| Alessija Lause            | Melania            |
| Tilo Schmitz              | Chief              |
| Rainer Fritzsche          | Al                 |
| Lutz Schnell              | Chihuahua          |
| Amelie Plaas-Link         | Mitzy              |

### Nederlandse stemmen
| Acteur           | Personage                            |
| ---------------- | ------------------------------------ |
| Buddy Vedder     | Rex                                  |
| Freek Vonk       | Jack                                 |
| Bridget Maasland | Wanda                                |
| Murth Mossel     | Tyson                                |
| Marcel Jonker    | Bernard                              |
| Lucie de Lange   | koningin Elizabeth                   |
| Jan Nonhof       | Philip Mountbatten                   |
| Huub Dikstaal    | Charlie                              |
| Oscar Siegelaar  | Nelson                               |
| Marjolein Algera | Margaret                             |
| Frans Limburg    | Trump                                |
| Donna Vrijhof    | Melania                              |
| Thijs Steenkamp  | Ginger (in deze versie Joey genoemd) |
| Hein van Beem    | butler                               |

### Vlaamse stemmen
| Acteur             | Personage |
| ------------------ | --------- |
| Jelle Cleymans     | Rex       |
| Thomas Van Goethem | Jack      |
| An Lemmens         | Wanda     |
| Vic De Wachter     | Nelson    |
| Kirsten Cools      | Margaret  |
| Ivan Pecnik        | Trump     |
| Clara Cleymans     | Melania   |
| Liesbeth De Wolf   | Mitzy     |